# Xã Gray, Quận White, Illinois
Xã Gray (tiếng Anh: Gray Township) là một xã thuộc quận White, tiểu bang Illinois, Hoa Kỳ. Năm 2010, dân số của xã này là 1.141 người.